# آنتونین سووا
آنتونین سووا (انگلیسی: Antonín Sova; ۲۶ فوریهٔ ۱۸۶۴ – ۱۶ اوت ۱۹۲۸) نویسنده، شاعر، و کتابدار اهل جمهوری چک بود.